# Кастельно-Ривьер-Бас
Кастельно́-Ривье́р-Бас (фр. Castelnau-Rivière-Basse, окс. Castèthnau de Ribèra Baisha) — коммуна во Франции, находится в регионе Юг — Пиренеи. Департамент — Верхние Пиренеи. Административный центр кантона Кастельно-Ривьер-Бас. Округ коммуны — Тарб.
Код INSEE коммуны — 65130.

## География

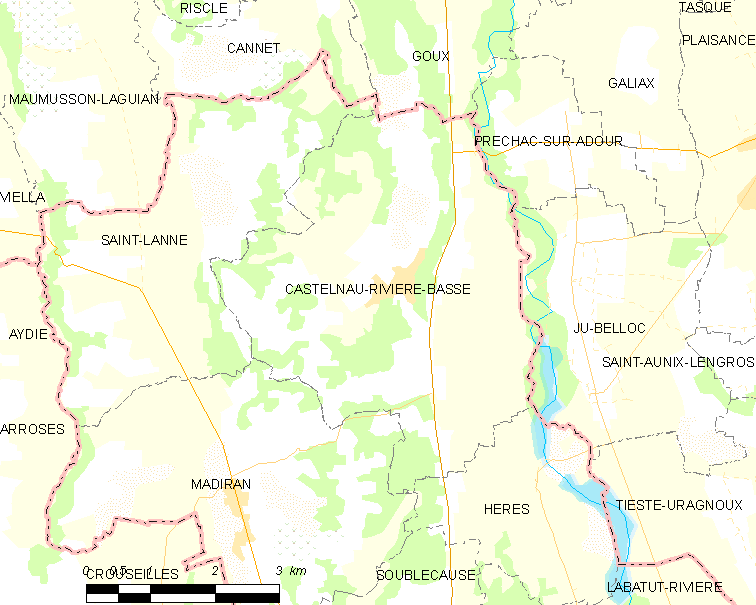
Карта коммуны

Коммуна расположена приблизительно в 620 км к югу от Парижа, в 120 км западнее Тулузы, в 40 км к северу от Тарба.
На востоке коммуны протекают реки Адур и Луэт.

## Климат
Климат умеренно-океанический с солнечной тёплой погодой и обильными осадками на протяжении практически всего года.

## Население
Население коммуны на 2010 год составляло 675 человек.
| 1962 | 1968 | 1975 | 1982 | 1990 | 1999 | 2010 |
| ---- | ---- | ---- | ---- | ---- | ---- | ---- |
| 699  | 698  | 654  | 661  | 670  | 667  | 675  |

## Администрация
| Период | Период | Фамилия          | Партия                             | Примечания |
| ------ | ------ | ---------------- | ---------------------------------- | ---------- |
| 1935   | 1983   | Поль Депуэ       | Радикально-социалистическая партия |            |
| 1983   | 1995   | Робер Песк       |                                    |            |
| 1995   | 2001   | Ален Брюмон      |                                    |            |
| 2001   | 2013   | Жан-Пьер Тренкье |                                    |            |
| 2013   | 2014   | Жан-Жак Букли    |                                    |            |
| 2014   | 2020   | Франсис Лумань   |                                    |            |

## Экономика
В 2010 году среди 382 человек трудоспособного возраста (15-64 лет) 244 были экономически активными, 138 — неактивными (показатель активности — 63,9 %, в 1999 году было 60,0 %). Из 244 активных жителей работали 202 человека (111 мужчин и 91 женщина), безработных было 42 (26 мужчин и 16 женщин). Среди 138 неактивных 22 человека были учениками или студентами, 42 — пенсионерами, 74 были неактивными по другим причинам.

## Достопримечательности
- Замок Монтюс (XIV век). Исторический памятник с 1988 года[4]
- Церковь Св. Иоанна Крестителя (XII век). Исторический памятник с 1910 года[5]
- Церковь Свв. Кирика и Иулитты (XV век). Исторический памятник с 1960 года[6]
- Имение Лабори (XIX век). Исторический памятник с 1992 года[7]

## Фотогалерея

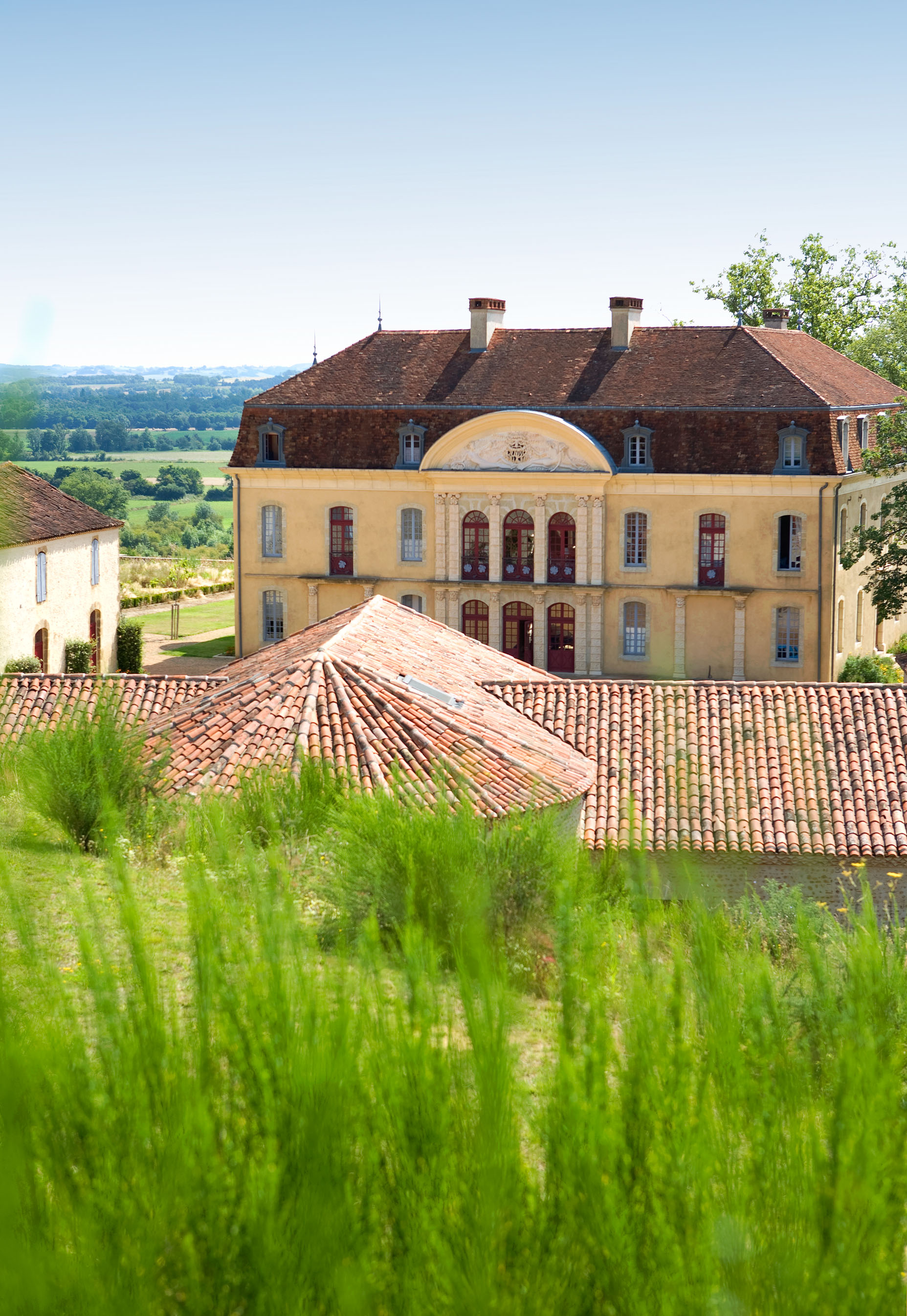
Замок Монтюс
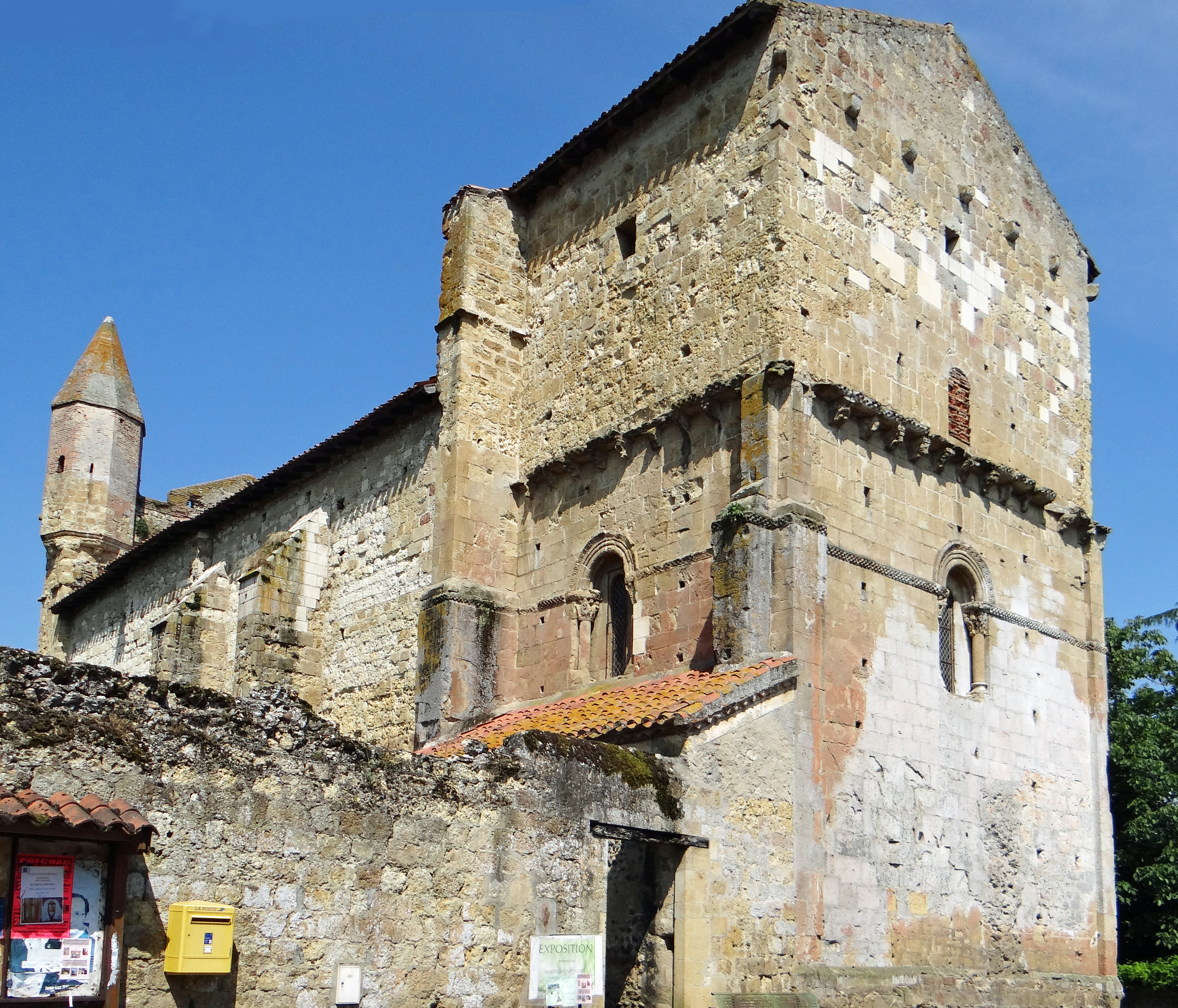
Церковь Св. Иоанна Крестителя
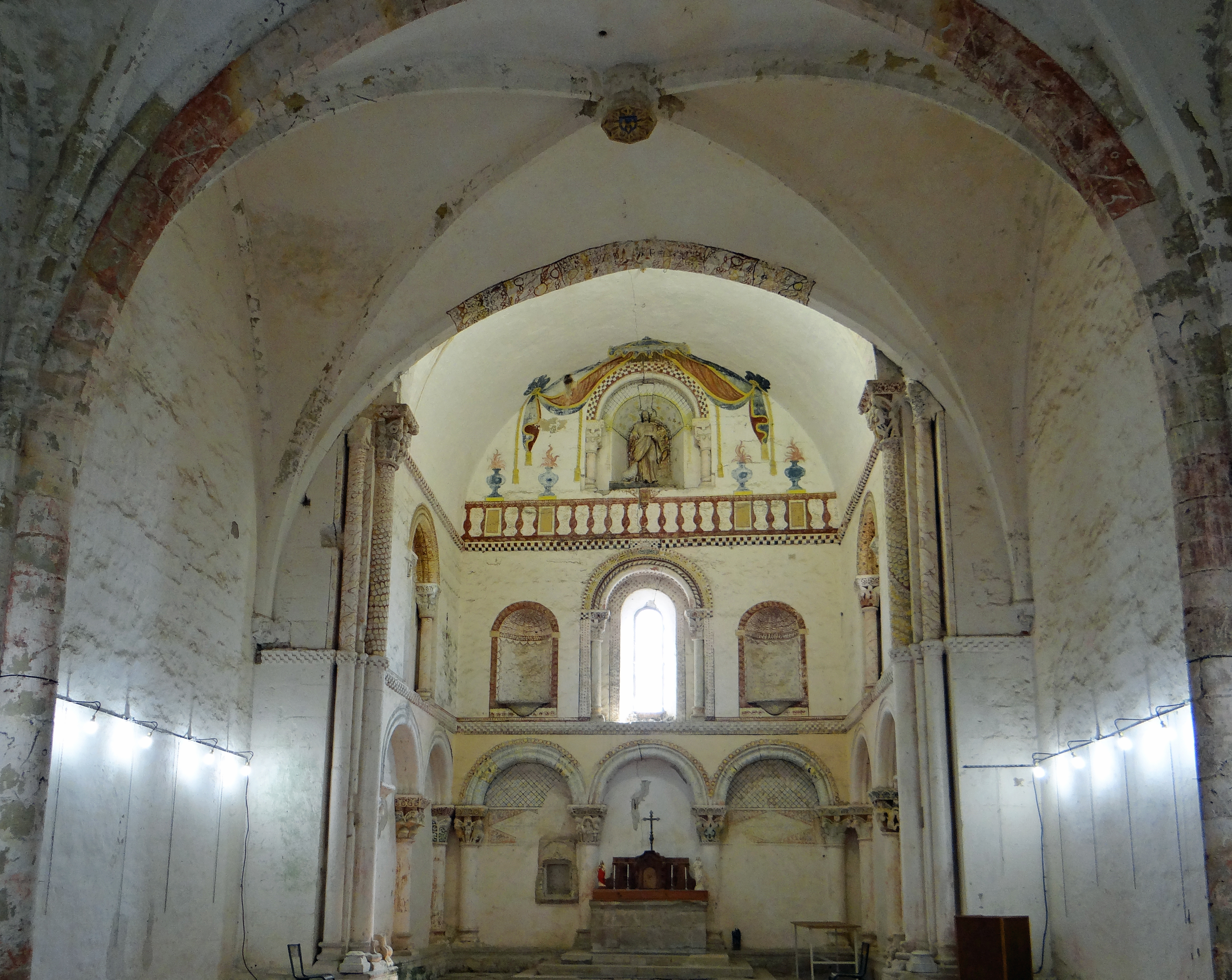
Интерьер церкви Св. Иоанна Крестителя
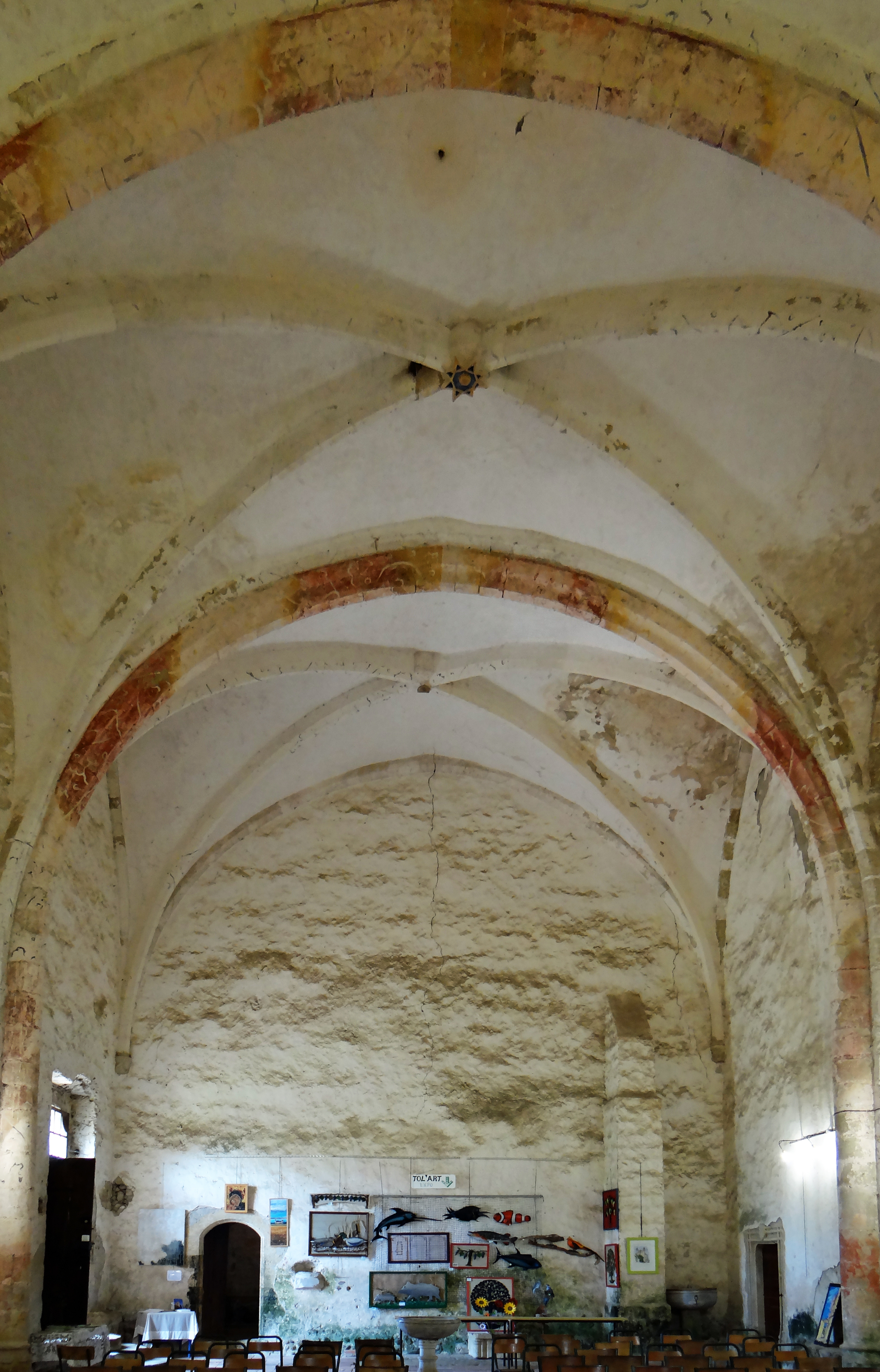
Интерьер церкви Св. Иоанна Крестителя
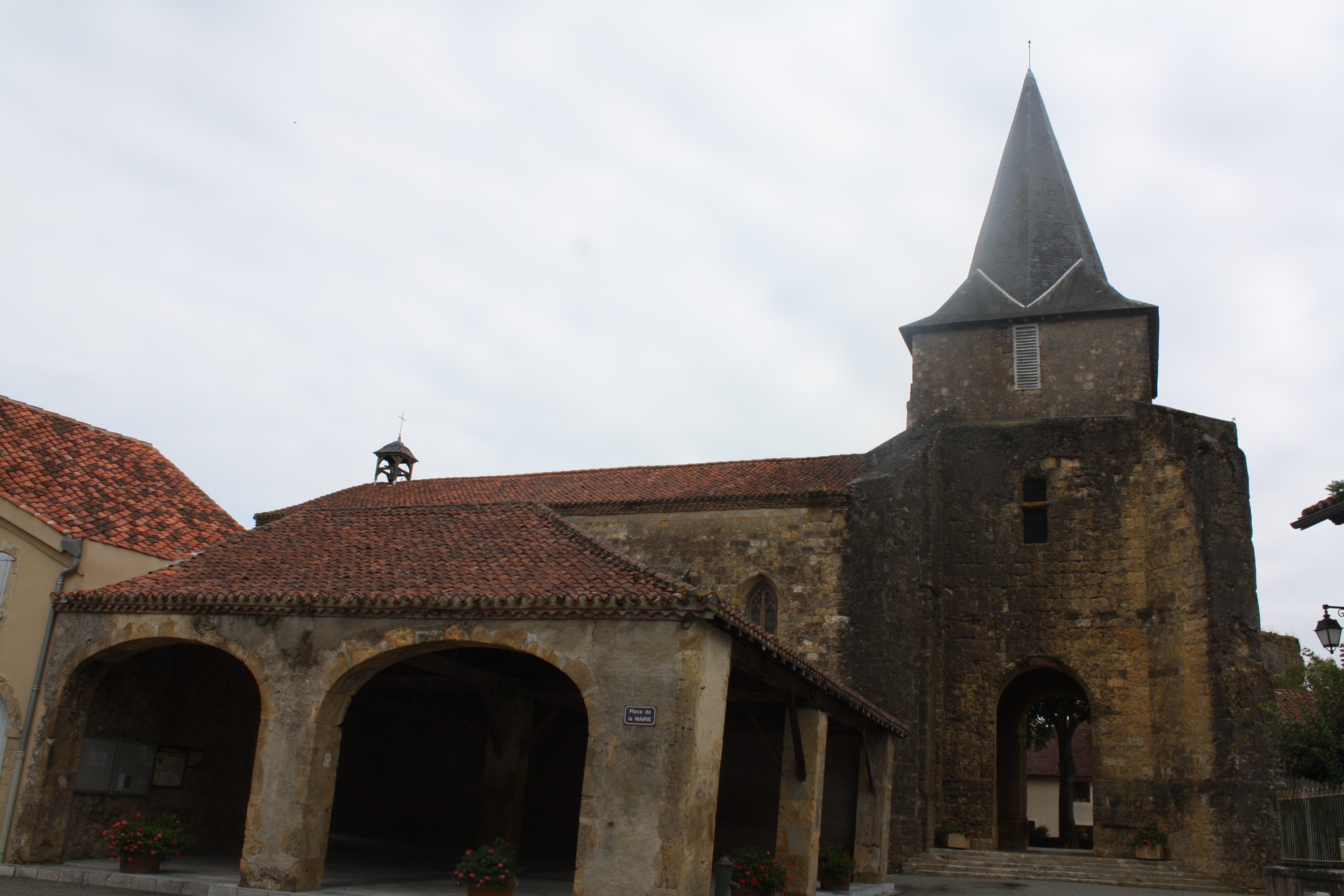
Церковь Свв. Кирика и Иулитты
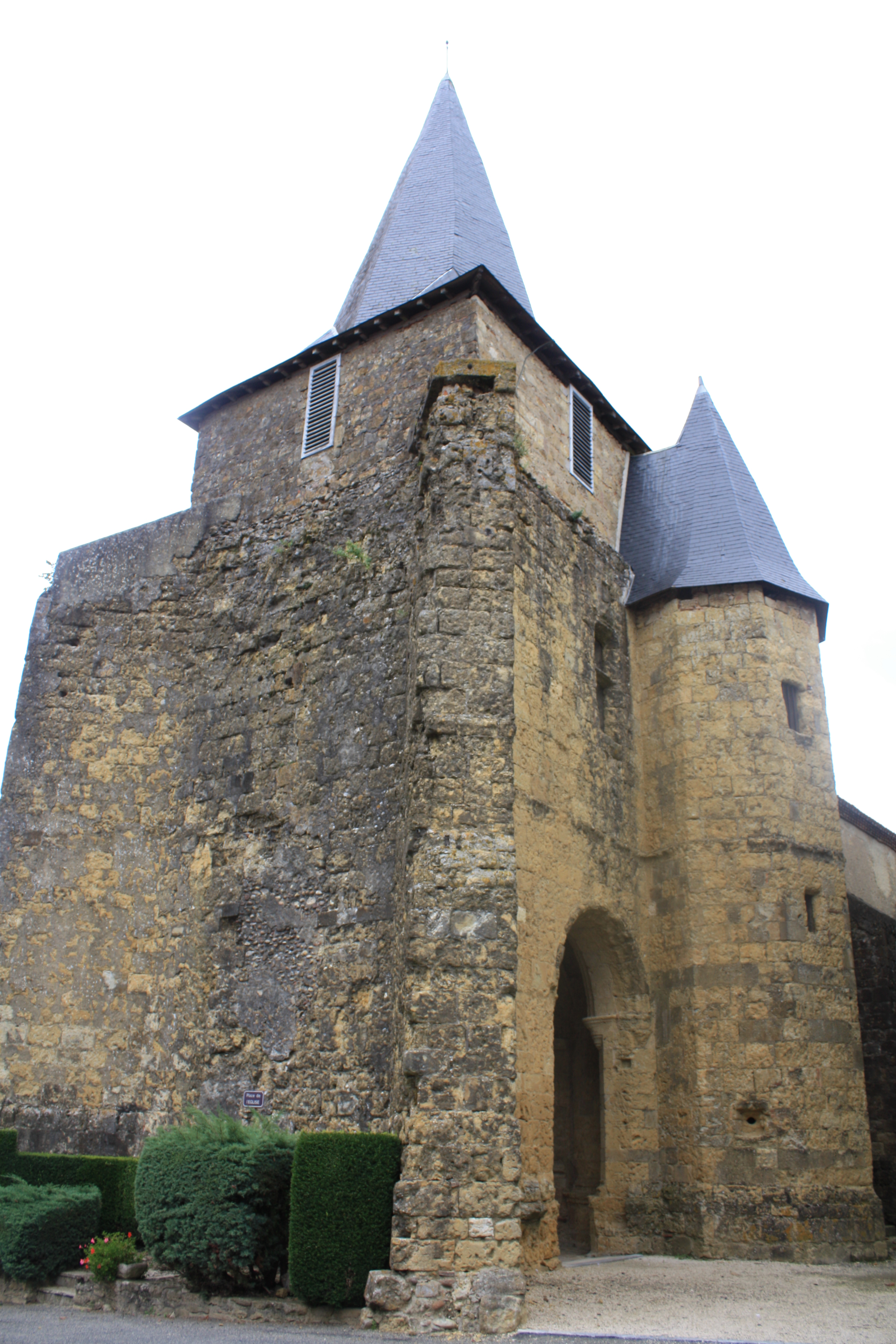
Церковь Свв. Кирика и Иулитты